# Крупаја
Крупаја је насеље у Србији у општини Жагубица у Браничевском округу. Према попису из 2022. било је 439 становника.

## Демографија
У насељу Крупаја живи 503 пунолетна становника, а просечна старост становништва износи 41,6 година (39,7 код мушкараца и 43,3 код жена). У насељу има 176 домаћинстава, а просечан број чланова по домаћинству је 3,69.
Ово насеље је великим делом насељено Србима (према попису из 2002. године), а у последња три пописа, примећен је пад у броју становника.
|  |

| Демографија | Демографија | Демографија |
| Година      | Становника  | Становника  |
| ----------- | ----------- | ----------- |
| 1948.       | 716         |             |
| 1953.       | 768         |             |
| 1961.       | 780         |             |
| 1971.       | 815         |             |
| 1981.       | 809         |             |
| 1991.       | 765         | 741         |
| 2002.       | 649         | 766         |
| 2011.       | 534         |             |
| 2022.       | 439         |             |

| Етнички састав према попису из 2002.‍ | Етнички састав према попису из 2002.‍ | Етнички састав према попису из 2002.‍ | Етнички састав према попису из 2002.‍ | Етнички састав према попису из 2002.‍ |
| ------------------------------------ | ------------------------------------ | ------------------------------------ | ------------------------------------ | ------------------------------------ |
|                                      |                                      |                                      |                                      |                                      |
| Срби                                 | Срби                                 |                                      | 640                                  | 98,61%                               |
| Хрвати                               | Хрвати                               |                                      | 1                                    | 0,15%                                |
| Румуни                               | Румуни                               |                                      | 1                                    | 0,15%                                |
| непознато                            | непознато                            |                                      | 6                                    | 0,92%                                |

| Година пописа     | 1948. | 1953. | 1961. | 1971. | 1981. | 1991. | 2002. |
| ----------------- | ----- | ----- | ----- | ----- | ----- | ----- | ----- |
| Број домаћинстава | 133   | 138   | 166   | 180   | 184   | 190   | 176   |

| Број чланова      | 1  | 2  | 3  | 4  | 5  | 6  | 7 | 8 | 9 | 10 и више | Просек |
| ----------------- | -- | -- | -- | -- | -- | -- | - | - | - | --------- | ------ |
| Број домаћинстава | 27 | 44 | 18 | 22 | 20 | 32 | 6 | 5 | 2 | 0         | 3,69   |

| Пол    | Укупно | Неожењен/Неудата | Ожењен/Удата | Удовац/Удовица | Разведен/Разведена | Непознато |
| ------ | ------ | ---------------- | ------------ | -------------- | ------------------ | --------- |
| Мушки  | 245    | 42               | 176          | 14             | 12                 | 1         |
| Женски | 273    | 22               | 180          | 60             | 9                  | 2         |
| УКУПНО | 518    | 64               | 356          | 74             | 21                 | 3         |

| Пол    | Укупно                    | Пољопривреда, лов и шумарство | Рибарство                            | Вађење руде и камена | Прерађивачка индустрија       |
| ------ | ------------------------- | ----------------------------- | ------------------------------------ | -------------------- | ----------------------------- |
| Мушки  | 107                       | 36                            | 0                                    | 52                   | 2                             |
| Женски | 80                        | 71                            | 0                                    | 3                    | 0                             |
| УКУПНО | 187                       | 107                           | 0                                    | 55                   | 2                             |
| Пол    | Производња и снабдевање   | Грађевинарство                | Трговина                             | Хотели и ресторани   | Саобраћај, складиштење и везе |
| Мушки  | 0                         | 2                             | 6                                    | 2                    | 2                             |
| Женски | 0                         | 0                             | 2                                    | 0                    | 0                             |
| УКУПНО | 0                         | 2                             | 8                                    | 2                    | 2                             |
| Пол    | Финансијско посредовање   | Некретнине                    | Државна управа и одбрана             | Образовање           | Здравствени и социјални рад   |
| Мушки  | 0                         | 1                             | 4                                    | 0                    | 0                             |
| Женски | 0                         | 0                             | 1                                    | 3                    | 0                             |
| УКУПНО | 0                         | 1                             | 5                                    | 3                    | 0                             |
| Пол    | Остале услужне активности | Приватна домаћинства          | Екстериторијалне организације и тела | Непознато            | Непознато                     |
| Мушки  | 0                         | 0                             | 0                                    | 0                    | 0                             |
| Женски | 0                         | 0                             | 0                                    | 0                    | 0                             |
| УКУПНО | 0                         | 0                             | 0                                    | 0                    | 0                             |